# Stane Bervar

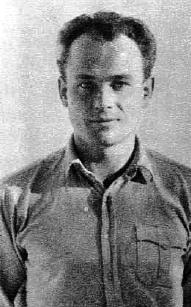
Stane Bervar 1932.

Stanislav "Stane" Bervar-Nani, född 30 december 1905 i Ljubljana i Österrike-Ungern (nuvarande Slovenien), död där i oktober 1987, var en jugoslavisk (slovensk) längdåkare. Han var med i de olympiska vinterspelen 1928 i Sankt Moritz och kom på 30:e plats på 50 kilometer, vilket var sista plats av de som fullföljde loppet, nästan två timmar efter segraren.